# La mia adorabile nemica
La mia adorabile nemica (Anywhere but Here) è un film statunitense del 1999 diretto da Wayne Wang.
Il film è basato sull'omonimo romanzo del 1987 di Mona Simpson, pubblicato in lingua italiana col titolo Dovunque ma non qui. Il film è stato presentato al Toronto International Film Festival il 17 settembre 1999.

## Trama
Adele August è una donna eccentrica che, con la sua figlia adolescente Ann, lascia la piccola Bay City nel Wisconsin per trasferirsi a Beverly Hills e realizzare i propri sogni.
Tuttavia la stessa Adele non sa bene in cosa consistano i propri sogni, e non fa altro che combinare guai e fare i conti con i propri fallimenti, continuando a condurre uno stile di vita che non può permettersi. Al contrario, Ann è molto più pratica e realista, e detesta la vita che la costringe a condurre la madre. Infatti nel tentativo di racimolare un po' di denaro per pagare l'affitto, Adele convince Ann a diventare un'attrice, nonostante questa sia molto più interessata a studiare per l'università. I contrasti tra le due continuano, specialmente a causa di Adele e dei suoi comportamenti puerili e sconclusionati, per non parlare delle sue scelte sentimentali discutibili. Purtroppo una tragedia colpisce la famiglia, il cugino di Ann, Benny, a cui lei era molto legata, muore in un incidente stradale, e la loro nonna, dopo aver appreso la notizia, ha un attacco cardiaco.
Ann e Adele vanno a trovare i loro parenti, ma Adele litiga con il padre di Benny, Jimmy, sostenendo che la sua famiglia non le ha mai dato il supporto di cui lei aveva bisogno, poi decide subito di andarsene, i genitori di Benny offrono a Ann la possibilità di rimanere con loro, ma Ann decide ugualmente di restare al fianco della madre. Ann cerca di mettersi in contatto con suo padre telefonandogli, apprendendo che lui e la sua nuova moglie hanno avuto una bambina, ma lui non sembra entusiasta di sentire Ann, la quale, arrabbiata, gli sbatte il telefono in faccia dopo che lui aveva avanzato l'ipotesi che Ann l'avesse chiamato per avere dei soldi. Ann intraprende una relazione amorosa con un dolce ragazzo di nome Peter, intanto sua madre continua a farle pressione per diventare un'attrice convincendola ad andare a un provino, ma Ann approfitta della cosa per umiliarla, facendo un'imitazione di Adele e del modo in cui lei gestisce la sua vita. Le divergenze tra madre e figlia col tempo sembrano appianarsi, ma quando Adele scopre che Ann vuole frequentare una prestigiosa università, lontana da Los Angeles, si arrabbia, visto che lei preferirebbe che la figlia frequentasse un college più vicino, a quel punto capisce che Ann fa tutto ciò per allontanarsi da lei, e questo per Adele è inconcepibile, dato che la sua vita ruota praticamente attorno a Ann.
Purtroppo l'università che Ann vuole frequentare è troppo costosa, quindi la ragazza si vede costretta a ridimensionare le sue aspettative, ma proprio quando meno se l'aspetta, Adele le fa una sorpresa: la donna ha deciso di vendere la sua amata Mercedes per ottenere il denaro necessario per pagare almeno la retta del primo anno di università per Ann, avendo capito quanto per lei sia importante. Peter saluta Ann suonando, sotto la finestra del suo appartamento, una canzone con la sua tromba. Adele accompagna Ann all'aeroporto, la ragazza poi, che finalmente può partire per l'università che desidera frequentare, si appresta a salire sul suo volo, pensando a sua madre, e al fatto che nel bene e nel male, Adele è una donna unica nel suo tipo.

## Colonna sonora
La colonna sonora del film è stata pubblicata il 2 novembre 1999, dieci giorni prima dell'uscita del film al cinema. L'album è stato distribuito dalla Atlantic e WEA e comprende musiche originali di Lisa Loeb, Danny Elfman e k.d. lang. Inoltre sono presenti brani di LeAnn Rimes, Sarah McLachlan e Pocket Size, oltre che di altri artisti.

### Tracce
1. Anywhere But Here - K.D. Lang - 3:45
2. Walking - Pocket Size - 4:14
3. Scream And Shout - 21st Century Girls - 3:25
4. Leaving's Not Leaving - LeAnn Rimes - 4:53
5. I Wish - Lisa Loeb - 2:27
6. Free - Marie Wilson - 3:56
7. Amity - Carly Simon and Sally Taylor - 3:17
8. Ice Cream - Sarah McLachlan - 2:43
9. Furniture - Kacy Crowley - 3:29
10. Twisted Road - Patty Griffin - 2:48
11. Strange Wind - Poe - 3:59
12. Everything Around Me Is Changing - Sinead Lohan - 4:42
13. Come Here - Lili Haydn - 4:22
14. Chotee - Bif Naked - 3:50
15. Anywhere But Here Score Suite - Danny Elfman - 7:35

## Riconoscimenti
- 2000 - Golden Globe
  - Candidatura Migliore attrice non protagonista a Natalie Portman
- 2000 - Southeastern Film Critics Association Awards
  - Candidatura Miglior attrice non protagonista a Natalie Portman
- 200 - Young Artist Awards
  - Candidatura Migliore attrice giovane a Natalie Portman
- 2000 - Hollywood Makeup Artist and Hair Stylist Guild Awards
  - Candidatura Migliori acconciature a Paul LeBlanc

## Accoglienza
Nella sua prima settimana di proiezione, il film è risultato il quinto più visto nei cinema in America Settentrionale con un incasso di 5,6 milioni di dollari. In totale il film ha guadagnato più di 23 milioni di dollari.